# Whitesville, Kentucky
Whitesville är en ort i Daviess County i delstaten Kentucky, USA.